# Mariana Bezdadea
Mariana Bezdadea (n. 4 august 1943, Botoșani), profesor universitar doctor de chimie, a fost un deputat român în legislatura 1990-1992, ales în județul Iași pe listele partidului Mișcarea Ecologistă din România (MER). În cadrul activității sale parlamentare, Mariana Bezdadea a fost membru în grupurile parlamentare de prietenie cu Republica Coreea, Republica Populară Chineză, Republica Venezuela, Republica Libaneză și Australia.
Mariana Bezdadea a fost validată ca deputat pe 22 octombrie 1990 când a înlocuit-o pe deputata Doina Noghin. 